# 陳上年
陈上年（？—1677年），字祺公，直隶清苑（今属河北）人。清初官员。

## 生平
陈上年为顺治六年（1649年）进士。授巩昌府推官，内迁兵部。顺治十六年（1659年），出京擔任泾固道。順治十七年（1660年），转任山西布政使司参议、管按察使司副使事、分巡雁平道（今山西代县）。李因篤長期寄居陳家擔任塾師，“其投契之深，有同骨肉”。康熙五年，屈大均亦寄居陈上年家中，由李因篤撮合，娶王壮献之女华美为妻室。顾炎武、傅山等人都曾獲陈上年資助。康熙六年（1667年），上年裁缺归里。康熙十二年（1673年），再起用为广西分巡右江参议道。吴三桂反清，扣押巡抚傅弘烈，并威胁上年投降，上年不为所动。康熙十六年（1677年）被幽絷而死。